# Europe (Parigi)
Il quartiere dell'Europe è il 32º quartiere amministrativo di Parigi, situato nel VIII arrondissement.
Il quartiere si sviluppa attorno alla Place de l'Europe e i toponimi delle strade del quartiere sono intitolati ad alcune delle maggiori città europee.

## Storia
Il quartiere dell'Europe deve la sua creazione, avvenuta all'inizio del XIX secolo, a due speculatori fondiari: il banchiere svedese Jonas-Philip Hagerman e Sylvain Mignon, fabbro del re Carlo X.
Nel febbraio del 1826, costoro acquistarono delle lande e delle paludi situate a nord dell'antico letto della Senna, tra i Porcherons e la Petite-Pologne, al fine di costruire una vasta lottizzazione residenziale. Questo terreno era occupato dagli antichi Giardini di Tivoli.
Hagerman e Mignon misero a punto un piano incentrato a stella su Place de l'Europe. Attorno a questa piazza, essi disegnarono una maglia di ventiquattro strade che portavano principalmente i nomi di alcune delle principali città europee:
| rue d'Amsterdam rue de Berne rue de Bruxelles rue de Bucarest rue de Constantinople rue d'Édimbourg rue de Florence una sezione del futuro boulevard Haussmann | rue de Liège (già rue de Berlin ) rue de Lisbonne rue de Londres rue de Madrid rue de Milan una sezione del futuro boulevard Malesherbes rue de Messine rue de Miromesnil | rue de Moscou rue de Naples rue du Rocher rue de Rome rue de Saint-Pétersbourg rue de Stockholm rue de Téhéran rue de Turin rue de Vienne |

Tuttavia, lo sviluppo della rete ferroviaria e la costruzione della Stazione di Saint-Lazare (allora "Stazione dell'Ovest") rimise in causa una parte del progetto: le vie ferrate rimpiazzarono così uno degli assi nord-sud che avrebbero dovuto attraversare la Place de l'Europe.
La costruzione degli immobili della zona terminò verso il 1865. S'aggiunsero al progetto la rue de Parme (1849, già rue Neuve-de-Clichy), la rue de Copenhague (1868) e la rue de Budapest (1910, già Passage de Navarin e successivamente Passage de Tivoli).

## Trasporti
Il quartiere dell'Europe è delimitato a nord dal boulevard de Courcelles e dal boulevard des Batignolles, a est dalla rue d'Amsterdam, a sud dalla rue de la Pépenière e dalla rue La Boétie e a ovest da rue de Courcelles.
Presso il quartiere si trova la stazione di Saint-Lazare, capolinea di importanti linee ferroviarie che collegano Parigi con Le Havre, Cherbourg, Trouville-Deauville, Dieppe. Da qui partono anche le linee J e L del servizio Transilien.
Il quartiere è servito da varie stazioni della rete metropolitana quali:
| Stazione        | Linea | Immagine | Apertura            | Note                                                                                             |
| --------------- | ----- | -------- | ------------------- | ------------------------------------------------------------------------------------------------ |
| Courcelles      |       |          | 1902                | Sull'estremità nord-occidentale, tra Boulevard de Courcelles e rue de Courcelles                 |
| Europe          |       |          | 1904                | Nel centro del quartiere, lungo rue de Rome                                                      |
| Liège           |       |          | 1911                | Lungo il confine orientale del quartiere, lungo rue d'Amsterdam                                  |
| Miromesnil      |       |          | 1923-1973           | Lungo il confine meridionale del quartiere, lungo rue La Boétie                                  |
| Monceau         |       |          | 1902                | Lungo il confine settentrionale del quartiere, lungo boulevard de Courcelles                     |
| Place de Clichy |       |          | 1902-1911           | In place de Clichy                                                                               |
| Rome            |       |          | 1902                | Lungo il confine settentrionale del quartiere, lungo Boulevard des Batignolles                   |
| Saint-Augustin  |       |          | 1923-2004           | Lungo il confine meridionale del quartiere, in place Saint-Augustin                              |
| Saint-Lazare    |       |          | 1904-1910-1911-2003 | Lungo il confine meridionale del quartiere, interconnessione con la stazione ferroviaria omonima |
| Villiers        |       |          | 1902                | Lungo il confine settentrionale del quartiere, lungo boulevard de Courcelles                     |

Le linee di autobus 20, 21, 22, 24, 26, 27, 28, 29, 30, 32, 43, 53, 66, 80, 81, 84, 94, 95 e l'espresso 352 (per l'aeroporto di Roissy) servono il quartiere di giorno, mentre le Noctilien N01, N02, N15 e N16 servono il quartiere dell'Europe di notte.